# Memecylon amplifolium
Memecylon amplifolium är en tvåhjärtbladig växtart som beskrevs av R.D. Stone. Memecylon amplifolium ingår i släktet Memecylon och familjen Melastomataceae. Inga underarter finns listade i Catalogue of Life.